# Leslie Morshead

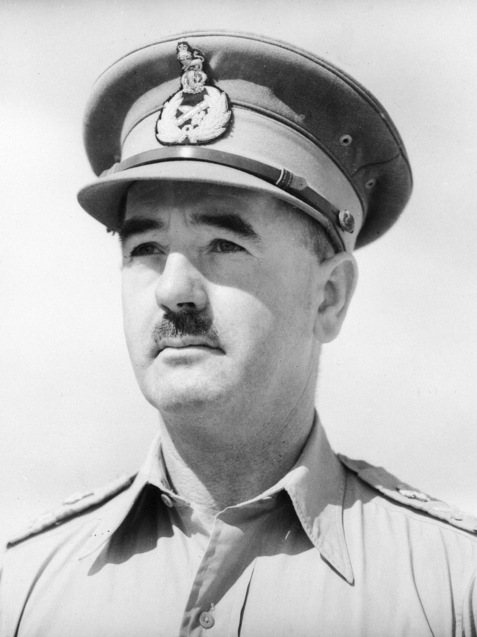
Leslie James Morshead (August 1941)

Leslie James Morshead, KCB, KBE, CMG, DSO (* 18. September 1889 in Ballarat, Victoria; † 24. November 1959 in Sydney, New South Wales) war ein australischer Offizier der Australian Army, der einer der bedeutendsten Generale in der Militärgeschichte Australiens während des Zweiten Weltkriegs war. Er war unter anderem während des Zweiten Weltkrieges 1941 Befehlshaber der australischen Truppen bei der Belagerung von Tobruk und in der Zweiten Schlacht von El Alamein 1942 Kommandeur der 9. Division. Zum Ende des Zweiten Weltkrieges nahm er 1945 als Befehlshaber der australischen Truppen auch an der Operation Oboe zur Befreiung Borneos von den Japanern teil.

## Leben

### Erster Weltkrieg und Zwischenkriegszeit
Leslie Morshead absolvierte eine Ausbildung zum Offizier der Australian Army und nahm im Ersten Weltkrieg anfangs als Major des 2. Bataillons (2nd Battalion)an der Schlacht von Gallipoli (19. Februar 1915 bis 9. Januar 1916). Für seine Verdienste in dieser Schlacht wurde er am 28. Januar 1916 im Kriegsbericht erwähnt (Mentioned in dispatches). Er war vom 16. April 1916 bis zum 3. März 1919 als kommissarischer Oberstleutnant (Temporary Lieutenant-Colonel) Kommandeur (Commanding Officer) des 33. Infanteriebataillons (33rd Infantry Battalion), das er während des weiteren Kriegsverlaufs in der Schlacht bei Messines (7. bis 14. Juni 1917), der Dritten Flandernschlacht (31. Juli bis 6. November 1917), der Frühjahrsoffensive (21. März bis 17. Juli 1918) sowie der Hunderttageoffensive (8. August 1918 bis 11. November 1918) befehligte, die mit dem Waffenstillstand von Compiègne endete. Für seine Verdienste in dieser Verwendung wurde zum 1. Juni 1917 erneut im Kriegsbericht erwähnt sowie mit dem Distinguished Service Order (DSO) ausgezeichnet. Zudem erhielt er am 28. Januar 1919 das Ritterkreuz der französischen Ehrenlegion.
Nach Kriegsende war Morshead vom 14. Juli 1919 bis zum 31. August 1919 zunächst Assistierender Generaladjutant der Depots der Australian Imperial Force im Vereinigten Königreich. Zum 12. Dezember 1919 wurde er zum Companion des Order of St Michael and St George (CMG) ernannt. Nach seiner formellen Beförderung zum Oberstleutnant am 16. Juni 1920 war er zwischen dem 20. September 1920 und dem 30. März 1921 Kommandeur des 2./35. Infanteriebataillons (2nd/35th Infantry Battalion) sowie anschließend vom 31. März 1921 bis zum 30. Juni 1922 Kommandeur des 19. Infanteriebataillons (19th Infantry Battalion). Im Anschluss war er zwischen dem 1. Juli 1922 und dem 31. Juli 1926 vom aktiven Militärdienst freigestellt und befand sich auf der sogenannten Unemployed List, da er nicht in den regulären Militärdienst übernommen wurde. Danach war er vom 1. August 1926 bis zum 13. Mai 1931 Kommandeur des 36. Infanteriebataillons (36th Infantry Battalion) und befand sich danach zwischen dem 14. Mai 1931 und dem 28. Februar 1933 abermals auf der Unemployed List. Er wurde während dieser Zeit am 1. Januar 1933 jedoch zum Oberst (Colonel) befördert und war daraufhin vom 1. Januar 1933 bis zum 30. April 1933 zunächst Kommandeur der 14. Infanteriebrigade (14th Australian Infantry Brigade) sowie zwischen dem 1. März 1934 und dem 1. November 1936 Kommandeur der 15. Infanteriebrigade (15th Australian Infantry Brigade).
Nachdem er sich vom 2. November bis zum 31. Dezember 1936 erneut auf der Unemployed List befand, war Leslie Morshead zwischen dem 1. Januar 1937 und dem 12. Oktober 1939 Kommandeur der 5. Infanteriebrigade (5th Australian Infantry Brigade). In dieser Verwendung wurde ihm am 1. Mai 1938 der kommissarische Dienstgrad eines Brigadegenerals (Temporary Brigadier) verliehen.

### Zweiter Weltkrieg und Nachkriegszeit

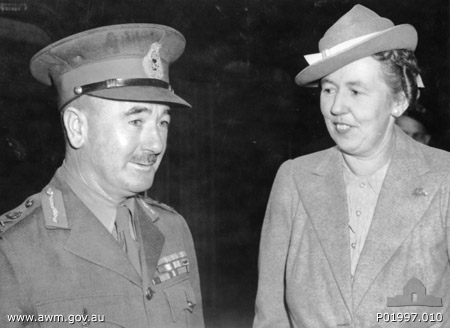
Generalleutnant Leslie Morshead mit seiner Ehefrau (1944)

Zu Beginn des Zweiten Weltkrieges wurde Brigadier Leslie Morshead am 13. Oktober 1939 Kommandeur der zunächst im Vereinigten Königreich stationierten und danach im Mittleren Osten eingesetzten 18. Infanteriebrigade (18th Australian Infantry Brigade).  Für seine dortigen Verdienste wurde er zum 1. Januar 1941 zum Commander des Order of the British Empire (CBE) ernannt. Danach wurde er Kommandierender General (General Officer Commanding) der während des Afrikafeldzuges in Nordafrika eingesetzten 9. Infanteriedivision (9th Australian Infantry Division) und verblieb bis zum 14. März 1943 in dieser Verwendung. Während der Belagerung von Tobruk (10. April bis 27. November 1941) war er zugleich zwischen dem 14. April und dem 21. Oktober 1941 Kommandant der Festung Tobruk. Am 12. September 1941 fand dort eine Demonstration der Hobart’s Funnies genannten PanzerFahrzeuge vor den Generälen Harold R. L. Alexander, Bernard Montgomery und Morshead statt. Alle waren sehr beeindruckt und Montgomery gab dem Panzer den Namen Scorpion. Am 31. Dezember 1941 wurde ihm das Silberne Kreuz des polnischen Orden Virtuti Militari verliehen.
Am 6. Januar 1942 wurde Generalmajor (Temporary Major-General) Morshead für seine Verdienste im Mittleren Osten zum Knight Commander des Order of the British Empire geschlagen und führte seither den Namenszusatz Sir. Er war zugleich vom 27. März 1942 bis zum 14. März 1943 Kommandierender General der australischen Truppen der Australian Imperial Force im Mittleren Osten und befehligte als solcher während der Zweiten Schlacht von El Alamein (23. Oktober bis 4. November 1942) die zum XXX Corps der British Army unter Generalleutnant Oliver Leese gehörende 9. Infanteriedivision.
Zum 24. November 1942 wurde Leslie Morshead als Generalleutnant (Temporary Lieutenant-General) für seine militärischen Verdienste im Mittleren Osten auch zum Knight Commander des Order of the Bath (KCB) geschlagen. Danach war er als Nachfolger von Generalleutnant Edmund Herring von 1943 bis zu seiner Ablösung durch Generalleutnant Frank Berryman 1944 Kommandierender General des II. Korps (II Australian Corps). Er selbst übernahm 1944 den Posten als Kommandierender General der aus australischen Soldaten und aus einheimischen Angehörigen aus dem Territorium Papua sowie Territorium Neuguinea bestehenden New Guinea Force. Am 21. Januar 1944 löste er Generalleutnant Iven Mackay als Kommandierender General der Zweiten Armee (2nd Australian Army) ab und bekleidete diese Funktion bis zum 23. Juli 1944, woraufhin Generalmajor Herbert Lloyd seine Nachfolge antrat. Zuletzt übernahm er am 24. Juli 1944 von Generalleutnant Frank Berryman den Posten als Kommandierender General des I. Korps (I Australian Corps) und hatte diesen bis zur Auflösung des Korps zum Ende des Zweiten Weltkrieges 1945 inne. Zum Ende des Zweiten Weltkrieges nahm er auch an der Operation Oboe (1. Mai 1945 bis 15. August 1945) zur Befreiung Borneos von den Japanern teil. Für seine Verdienste im Westpazifik wurde er am 2. November 1946 erneut im Kriegsbericht erwähnt. Nach Kriegsende schied er aus dem aktiven Militärdienst aus.
1954 übernahm Leslie Morshead von Colin Sinclair das Amt als Präsident der Bank of New South Wales und bekleidete dieses bis zu seinem Tode am 24. November 1959, woraufhin John Cadwallader seine Nachfolge antrat.